# Rząd Rwandy
Rząd Rwandy jest jednym z organów władzy wykonawczej Republiki Rwandy. Na czele gabinetu ministrów stoi premier, który jest powoływany i odwoływany przez prezydenta. 
Przeprowadzona 18 października 2018 roku reforma struktur rządu zredukowała liczbę ministerstw z 31 do 26. Połowę składu nowego gabinetu stanowiły wówczaskobiety.

## Obecny skład rządu
Tabela aktualna w dniu 11 marca 2024:
| Rząd Édouarda Ngirente |                                  |                                                            |                      |                               |
|                        | Édouard Ngirente (1973–)         | Premier                                                    | 30 sierpnia 2017     | Partia Socjaldemokratyczna    |
|                        | Richard Sezibera (1964–)         | Minister spraw zagranicznych                               | 18 października 2018 |                               |
|                        | Alfred Gasana                    | Minister spraw wewnętrznych                                | 13 grudnia 2021      |                               |
|                        | Juvenal Marizamunda (1965–)      | Minister obrony                                            | 6 czerwca 2023       | Rwandyjski Front Patriotyczny |
|                        | Jean Chrysostome Ngabitsinze     | Minister handlu i przemysłu                                | 30 lipca 2022        |                               |
|                        | Musabyimana Jean Claude          | Minister samorządu lokalnego                               | 10 listopada 2022    |                               |
|                        | Paula Ingabire                   | Minister teleinformatyki i innowacji                       | 18 października 2018 |                               |
|                        | Valentine Uwamariya              | Minister promocji płci i rodziny                           | 22 sierpnia 2023     |                               |
|                        | Aurore Mimosa Munyangaju         | Minister sportu                                            | 4 listopada 2019     |                               |
|                        | Albert Murasira (1962–)          | Minister zarządzania kryzysowego                           | 22 sierpnia 2023     | Rwandyjski Front Patriotyczny |
|                        | Jeanne d’Arc Mujawamariya        | Minister środowiska                                        | 4 listopada 2019     |                               |
|                        | Utumatwishima Jean Nepo Abdallah | Minister młodzieży                                         | 24 marca 2023        |                               |
|                        | Jeannette Bayisenge              | Minister służby publicznej i pracy                         | 22 sierpnia 2023     |                               |
|                        | Ugirashebuja Emmanuel            | Minister sprawiedliwości                                   | 17 września 2021     |                               |
|                        | Jimmy Gasore                     | Minister infrastruktury                                    | 12 września 2023     |                               |
|                        | Gaspard Twagirayezu              | Minister edukacji                                          | 22 sierpnia 2023     |                               |
|                        | Ines Mpambara                    | Minister biura premiera                                    | 26 lutego 2020       |                               |
|                        | Uzziel Ndagijimana               | Minister finansów i rozwoju gospodarczego                  | 6 kwietnia 2018      |                               |
|                        | Judith Uwizeye (1979–)           | Minister biura prezydenta                                  | 30 sierpnia 2017     |                               |
|                        | Sabin Nsanzimana                 | Minister zdrowia                                           | 28 listopada 2022    |                               |
|                        | Ildephonse Musafiri              | Minister rolnictwa                                         | 2 września 2022      |                               |
|                        | Jean Damascene Bizimana          | Minister jedności narodowej i zaangażowania obywatelskiego | 31 sierpnia 2021     |                               |